# Grammy Award alla miglior interpretazione rock di un duo o un gruppo
Il Grammy Award alla miglior performance rock di un duo o un gruppo (Grammy Award for Best Rock Performance by a Duo or Group with Vocal) è stato un premio Grammy attivo dal 1980 sino al 2011.
La band che ha vinto in maggior numero questo award sono stati gli U2 con ben sette vittorie, seguiti dagli Aerosmith con 4 vittorie.

## Vincitori e candidati

### Anni 1980
- 1980
  - Eagles - Heartache Tonight

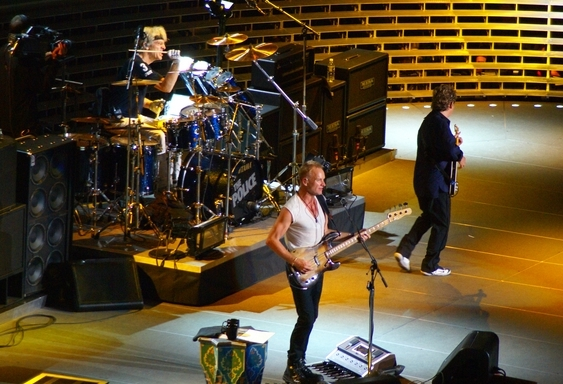
The Police hanno vinto 2 premi in questa categoria.

  - The Blues Brothers – Briefcase Full of Blues
  - The Cars – Candy-O
  - Dire Straits – Sultans of Swing
  - The Knack – My Sharona
  - Styx – Cornerstone
- 1981
  - Bob Seger and the Silver Bullet Band - Against the Wind
  - Blondie – Call Me
  - Pink Floyd – The Wall
  - The Pretenders – Brass in Pocket
  - Queen – Another One Bites the Dust
- 1982
  - The Police - Don't Stand So Close to Me
  - Foreigner – 4
  - Stevie Nicks con Tom Petty and the Heartbreakers – Stop Draggin' My Heart Around
  - REO Speedwagon – Hi Infidelity
  - The Rolling Stones – Tattoo You
- 1983
  - Survivor - Eye of the Tiger
  - Asia – Asia
  - The J. Geils Band – Centerfold
  - Kenny Loggins ft. Steve Perry – Don't Fight It
  - Frank Zappa e Moon Unit Zappa – Valley Girl
- 1984
  - The Police - Synchronicity
  - Big Country – In a Big Country
  - Huey Lewis and the News – Heart and Soul
  - Talking Heads – Burning Down the House
  - ZZ Top – Eliminator
- 1985
  - Prince and the Revolution - Purple Rain
  - The Cars – Heartbeat City
  - Genesis – Genesis
  - Van Halen – Jump
  - Yes – 90125
- 1986
  - Dire Straits - Money for Nothing
  - Bryan Adams con Tina Turner – It's Only Love
  - Eurythmics – Would I Lie to You?
  - Heart – Heart
  - Starship – We Built This City
- 1987
  - Eurythmics - Missionary Man
  - Artists United Against Apartheid – Sun City
  - The Fabulous Thunderbirds – Tuff Enuff
  - The Rolling Stones – Harlem Shuffle
  - ZZ Top – Afterburner
- 1988
  - U2 - The Joshua Tree
  - Georgia Satellites – Keep Your Hands to Yourself
  - Heart – Bad Animals
  - Los Lobos – By the Light of the Moon
  - Yes – Big Generator
- 1989
  - U2 - Desire
  - INXS – Kick
  - Joan Jett and the Blackhearts – I Hate Myself for Loving You
  - Little Feat – Let It Roll
  - Midnight Oil – Beds Are Burning

### Anni 1990
- 1990

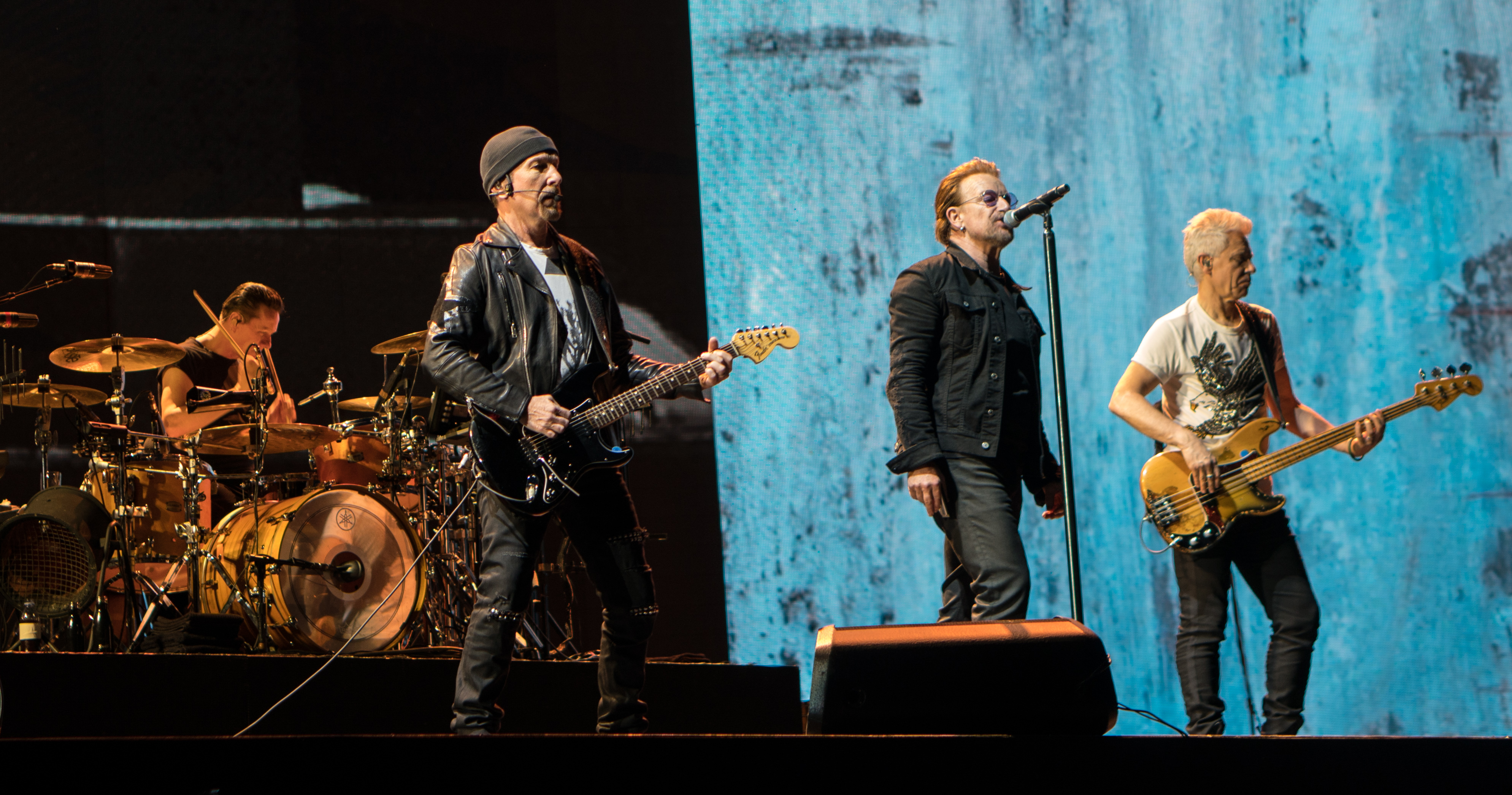
Gli U2 hanno vinto 7 premi in questa categoria.

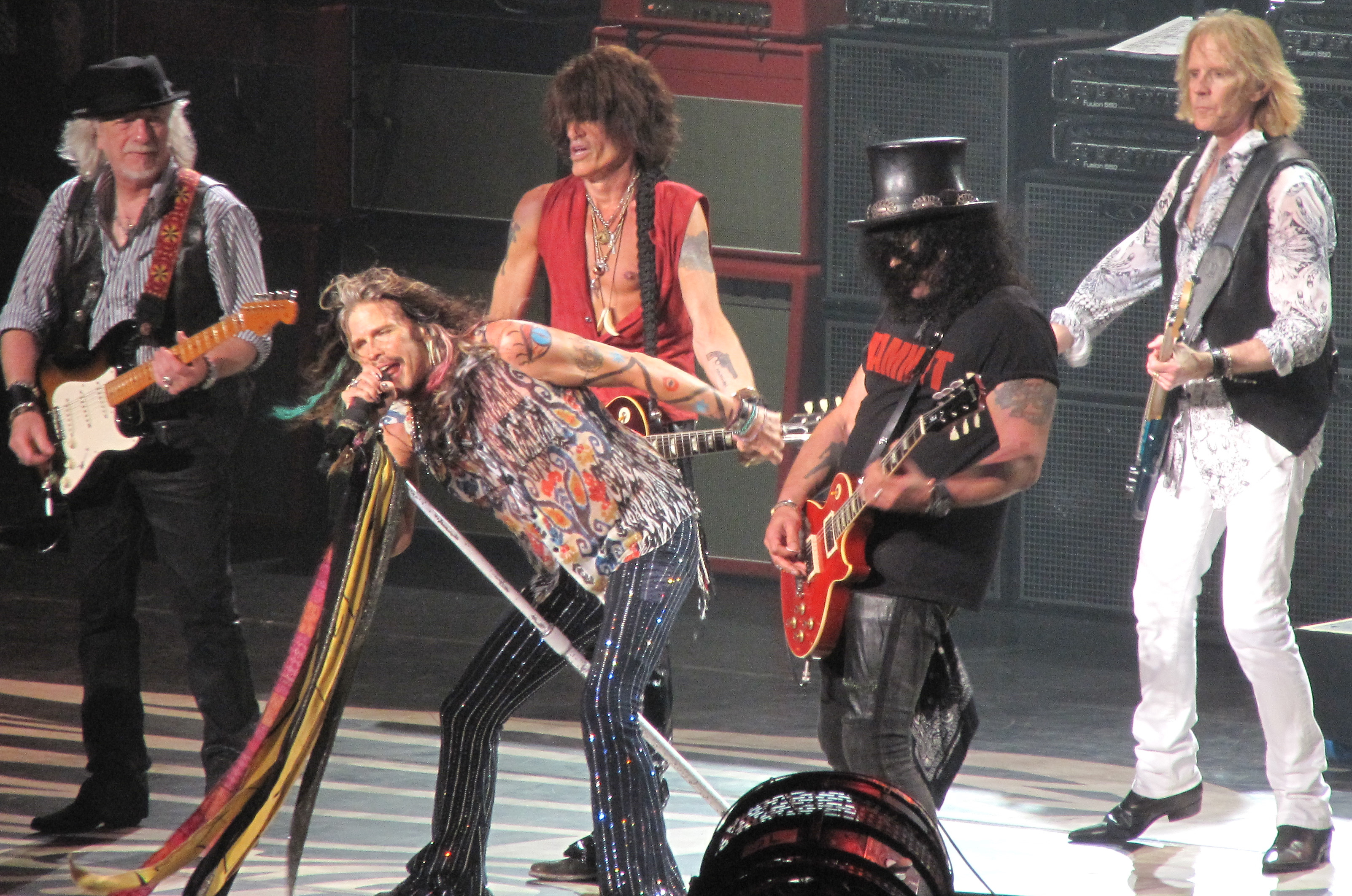
Gli Aerosmith hanno vinto 4 premi in questa categoria.

  - Traveling Wilburys - Traveling Wilburys Vol. 1
  - Living Colour – Glamour Boys
  - The Rolling Stones – Mixed Emotions
  - U2 – Rattle and Hum
  - U2 con B. B. King – When Love Comes to Town
- 1991
  - Aerosmith - Janie's Got a Gun
  - INXS – Suicide Blonde
  - Midnight Oil – Blue Sky Mining
  - Red Hot Chili Peppers – Higher Ground
  - The Rolling Stones – Almost Hear You Sigh
- 1992
  - Bonnie Raitt e Delbert McClinton - Good Man, Good Woman
  - Jane's Addiction – Been Caught Stealing
  - Tom Petty & the Heartbreakers – Into the Great Wide Open
  - Queensrÿche – Silent Lucidity
  - R.E.M. – Radio Song
- 1993
  - U2 - Achtung Baby
  - En Vogue - Free Your Mind
  - Little Village – Little Village
  - Los Lobos – Kiko
  - Red Hot Chili Peppers – Under the Bridge
- 1994
  - Aerosmith - Livin' on the Edge
  - Blind Melon – No Rain
  - Bob Dylan, Roger McGuinn, Tom Petty, Neil Young, Eric Clapton e George Harrison – My Back Pages
  - Soul Asylum – Runaway Train
  - Spin Doctors – Two Princes
- 1995
  - Aerosmith - Crazy
  - Counting Crows – Round Here
  - Green Day – Basket Case
  - Nirvana – All Apologies
  - Pearl Jam – Daughter
- 1996
  - Blues Traveler - Run-Around
  - Eagles – Hotel California
  - Dave Matthews Band – What Would You Say
  - Page and Plant – Kashmir
  - U2 – Hold Me, Thrill Me, Kiss Me, Kill Me
- 1997
  - Dave Matthews Band - So Much to Say
  - Garbage – Stupid Girl
  - Oasis – Wonderwall
  - The Smashing Pumpkins – 1979
  - The Wallflowers – 6th Avenue Heartache
- 1998
  - The Wallflowers - One Headlight
  - Aerosmith – Falling in Love (Is Hard on the Knees)
  - Fleetwood Mac – The Chain
  - Matchbox Twenty – Push
  - Dave Matthews Band – Crash into Me
- 1999
  - Aerosmith - Pink
  - Fastball – The Way
  - Hole – Celebrity Skin
  - The Verve – Bitter Sweet Symphony
  - The Wallflowers – Heroes

### Anni 2000
- 2000
  - Everlast e Santana - Put Your Lights On
  - Garbage – Special
  - Goo Goo Dolls – Black Balloon
  - Hole – Malibu
  - Red Hot Chili Peppers – Scar Tissue
- 2001
  - U2 - Beautiful Day
  - Bon Jovi – It's My Life
  - Creed – With Arms Wide Open
  - Foo Fighters – Learn to Fly
  - Red Hot Chili Peppers – Californication
- 2002
  - U2 - Elevation
  - Aerosmith – Jaded
  - Coldplay – Yellow
  - Dave Matthews Band – The Space Between
  - Train – Drops of Jupiter
- 2003
  - Coldplay - In My Place
  - 3 Doors Down – When I'm Gone
  - Aerosmith – Girls of Summer
  - Creed – My Sacrifice
  - Chad Kroeger e Josey Scott – Hero
  - Tonic – Take Me As I Am
  - U2 – Walk On
- 2004
  - Bruce Springsteen e Warren Zevon - Disorder in the House
  - Foo Fighters – Times Like These
  - Radiohead – There There
  - The White Stripes – Seven Nation Army
  - Train – Calling All Angels
- 2005
  - U2 - Vertigo
  - Elvis Costello e The Imposters – Monkey to Man
  - Franz Ferdinand – Take Me Out
  - Green Day – American Idiot
  - The Killers – Somebody Told Me
- 2006
  - U2 - Sometimes You Can't Make It on Your Own
  - Coldplay – Speed of Sound
  - Foo Fighters – Best of You
  - Franz Ferdinand – Do You Want To
  - The Killers – All These Things That I've Done
- 2007
  - Red Hot Chili Peppers - Dani California
  - Coldplay – Talk
  - The Fray – How to Save a Life
  - The Raconteurs – Steady, As She Goes
  - U2 e Green Day – The Saints Are Coming
- 2008
  - The White Stripes - Icky Thump
  - Daughtry – It's not Over
  - Green Day – Working Class Hero
  - Nickelback – If Everyone Cared
  - U2 – Instant Karma!
- 2009
  - Kings of Leon - Sex on Fire
  - AC/DC – Rock 'N Roll Train
  - Coldplay – Violet Hill
  - Radiohead – House of Cards
  - The Eagles – Long Road Out of Eden

### Anni 2010
- 2010
  - Kings of Leon - Use Somebody

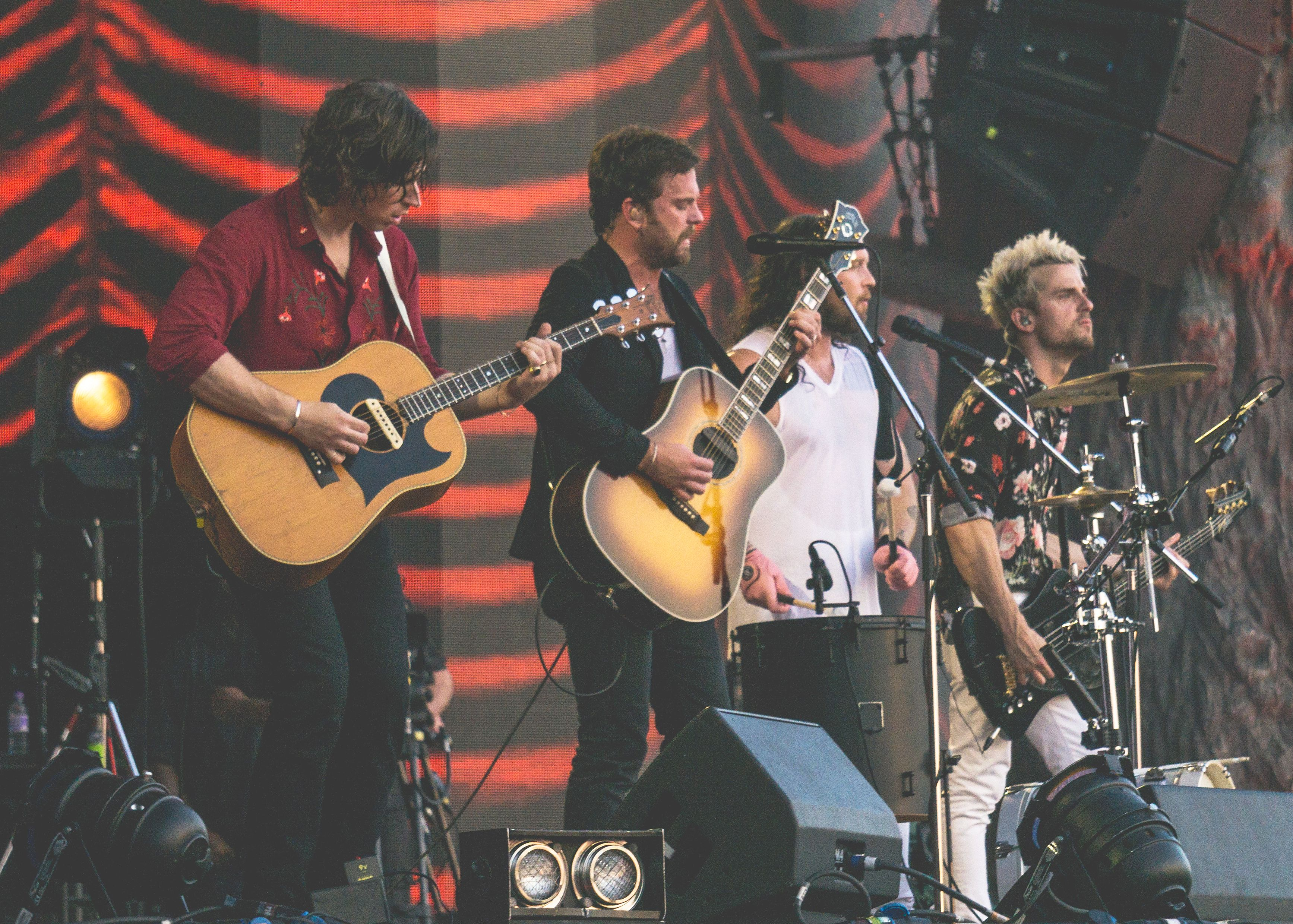
La band Kings of Leon ha vinto 2 premi in questa categoria.

  - Eric Clapton e Steve Winwood – Can't Find My Way Home
  - Coldplay – Life in Technicolor ii
  - Green Day – 21 Guns
  - U2 – I'll Go Crazy If I Don't Go Crazy Tonight
- 2011
  - The Black Keys - Tighten Up
  - Arcade Fire - Ready to Start
  - Jeff Beck e Joss Stone - I Put a Spell on You
  - Kings of Leon - Radioactive
  - Muse - Resistance